# Charmoula
 (novembre 2022).
Si vous disposez d'ouvrages ou d'articles de référence ou si vous connaissez des sites web de qualité traitant du thème abordé ici, merci de compléter l'article en donnant les références utiles à sa vérifiabilité et en les liant à la section « Notes et références ».
La charmoula ou chermoula (langue berbère : tacermult ou tacermilt) est une sauce utilisée dans la cuisine berbère au Maghreb, accompagnant le plus souvent du poisson.

## En Algérie
La charmoula algérienne est préparée à base d'ail et d'épices, telles que le poivre noir et le paprika. L’épice dominante est le cumin ou le carvi. On y ajoute aussi des herbes aromatiques, telles que la coriandre ou le persil, ainsi que du vinaigre ou du jus de citron en fin de cuisson.
La charmoula est utilisée surtout pour les salades, telles que la zroudiya mchermla (carottes à la charmoula), les viandes en tajine et les poissons. Une entrée à base de foie à la charmoula, appelée Kebda Mchermla, est très populaire en Algérie.
En Kabylie, la charmoula est une marinade préparée avec des piments séchés réduits en poudre puis mélangés à la coriandre moulue, au cumin et à l'huile d'olive. Elle est ensuite conservée dans un bocal et utilisée dans la préparation de différents mets traditionnels.
Il existe à Alger une charmoula spéciale pour les poissons bleus. Elle est juste préparée avec des oignons frits, du vinaigre, du sel et du poivre noir.

## En Libye
En Libye sharmula (sharmoula) est le nom d'un type de salade. Il existe cependant aussi une recette de marinade libyenne, qui porte un nom distinct de celui de charmoula. 

## Au Maroc

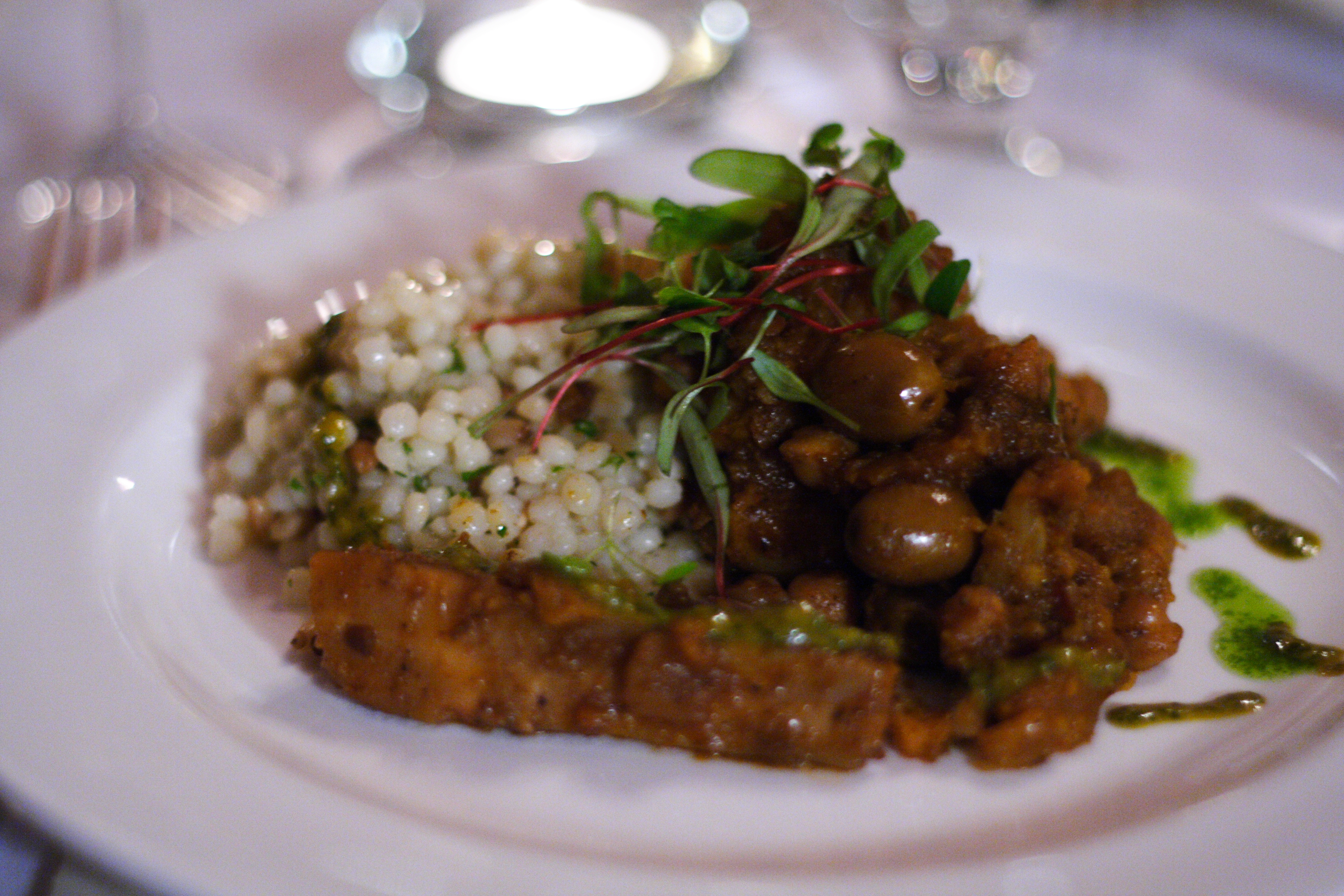
Chermoula d'un tagine marocain.

Au Maroc, la charmoula est une préparation indispensable en cuisine locale et elle varie d'une région à autre. Généralement, ce mélange est très relevé : persil, ail, cumin, paprika et huile d'olive. Il assaisonne la majorité des plats de poisson, qu'ils soient frits, farcis, cuits au four ou même mijotés au tajine. On l'incorpore également dans les lentilles ou pour accommoder le poulet.

## En Tunisie
Il existe différentes recettes régionales. La charmoula de Sfax est constituée d'une purée de raisins secs et d'oignons cuits dans l'huile d'olive, accompagnée d'épices. Celle de Zarzis, comme celle de Djerba, est constituée d'oignons cuits dans de l'huile d'olive, de la tomate et des épices (harissa, cumin et paprika essentiellement) et est souvent accompagnée de poisson frit.
La charmoula accompagnée de poisson salé est un plat spécifique de la région de Sfax, qui se déguste le premier jour de l'Aïd el-Fitr, en petit déjeuner. Cette tradition typiquement sfaxienne est toujours suivie dans la région.

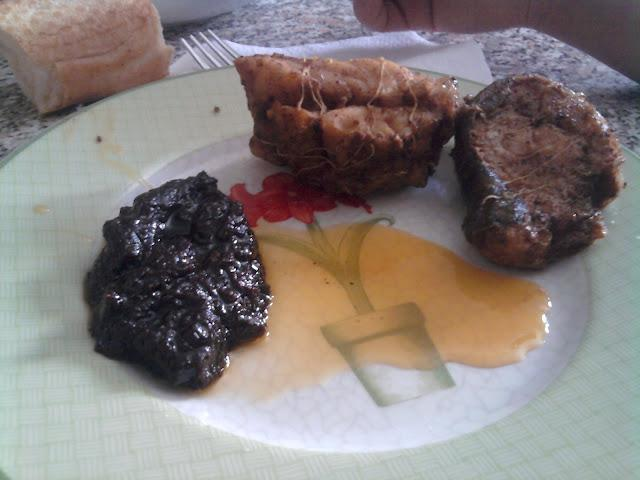
Charmoula sfaxienne accompagnée de poisson salé le jour de l'Aïd.

La préparation de la charmoula et du poisson qui l'accompagne se fait généralement pendant la dernière semaine du mois de ramadan. Sa cuisson nécessite beaucoup d'efforts pour homogénéiser tous les ingrédients et peut parfois prendre deux journées. Le poisson doit être salé à l'avance, pendant au moins 4 à 5 jours.
On peut manger cette spécialité avec différents poissons : le mérou, la daurade ou le loup. Le plus prisé chez les familles sfaxiennes demeure le
Mérou  appelé en Tunisie "manneni".